# Falevai

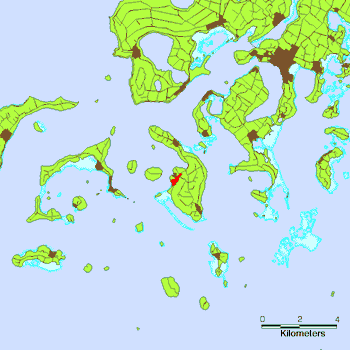
Ubicación de Falevai

Falevai es un asentamiento en las islas Vava'u (Tonga). El nombre Falevai significa "casa de agua". Este nombre es dado por la forma en que los mares y los océanos rodean las casas. Los nombres más famosos de Falevai son lafa 'i tua y kuli fe kai. El asentamiento también es parte de un Área de Conservación de Manejo Especial de 2,29 km². En 2014, se produjo un retorno del arte tradicional de hacer telas de corteza (tapa) en el pueblo después de décadas de haberse perdido.